# 宝凤蝶属
短角宝凤蝶（学名：Baronia brevicornis），是凤蝶科宝凤蝶属中的一种蝴蝶，也是这个單型属的唯一一个物种。该物种是墨西哥一个较小地区的特有种，分布地区极为有限并且不均匀。
一位男爵（英文：Baron）在墨西哥马德雷山脉地区收集到了该物种第一个标本，因此该属的学名叫做Baronia，Osbert Salvin 在其后对这一物种给出了生物学描述。
短角宝凤蝶的另一特殊之处在于，它是唯一一种以豆科含羞草亚科金合欢属的植物Acacia cochliacanha 作为幼虫寄主的凤蝶。

## 生物分类学
短角宝凤蝶作为一个孑遗物种，其与绢蝶亚科的关系仍有待研究，因此在相关领域有着极为重要的地位。现在，宝凤蝶属已经被划为了一个单型亚科宝凤蝶亚科。宝凤蝶目前被认为是最原始的一种凤蝶，与已灭绝的一属凤蝶Praepapilio有着较多共同点。